# Paese
Paese est une commune italienne de la province de Trévise dans la région Vénétie en Italie.

## Histoire

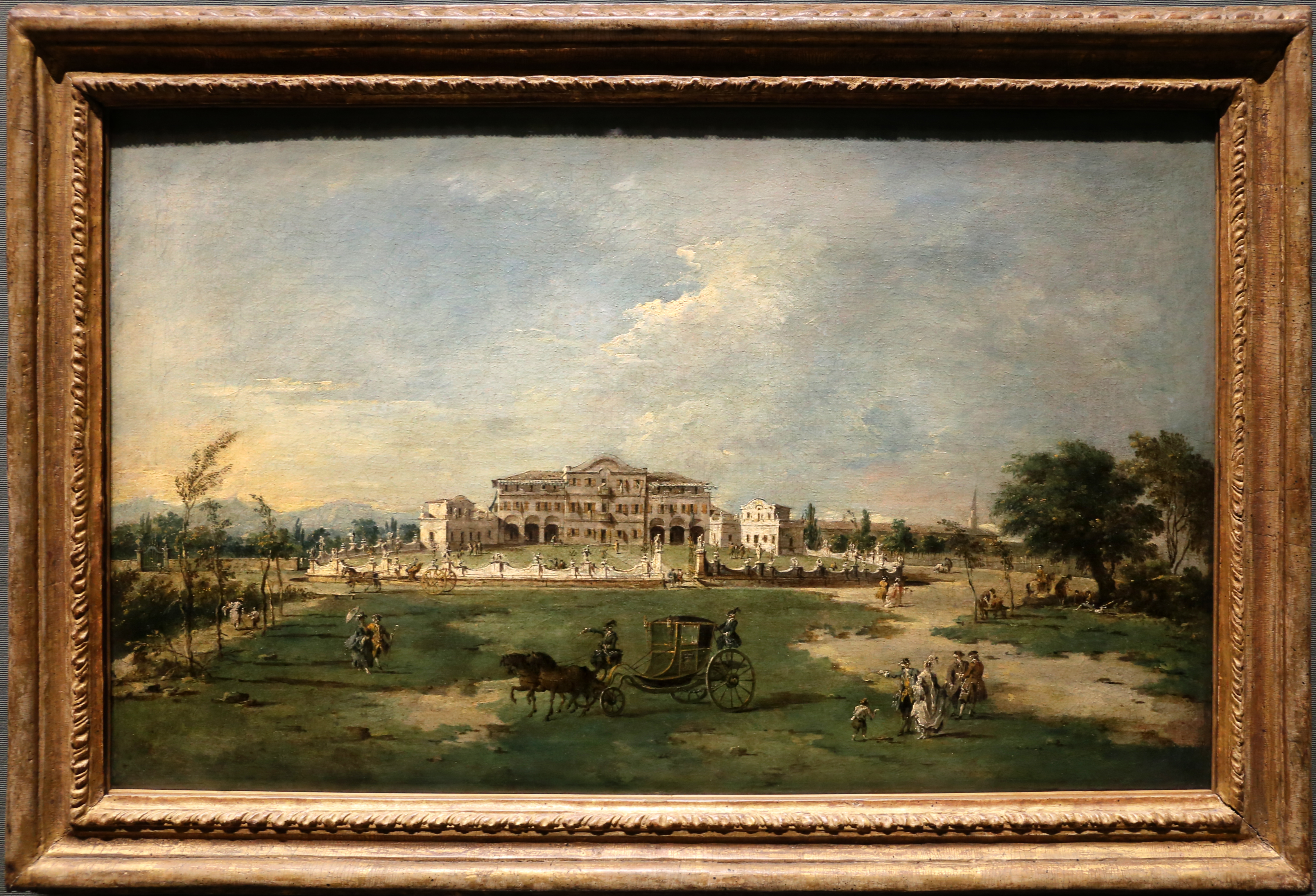
Villa del Timpano à Paese
par Guardi, vers 1782
National Gallery, Londres

La famille Loredan y possédait une villa représentée par Francesco Guardi. Ce tableau commandé par le résident britannique John Strange, est conservé à Londres.

## Administration
| Période                                  | Période | Identité | Étiquette | Qualité |
| ---------------------------------------- | ------- | -------- | --------- | ------- |
|                                          |         |          |           |         |
| Les données manquantes sont à compléter. |         |          |           |         |

### Hameaux
Padernello, Postioma, Porcellengo, Castagnole

### Communes limitrophes
Istrana, Morgano, Ponzano Veneto, Quinto di Treviso, Trevignano, Trévise, Volpago del Montello